# Clero

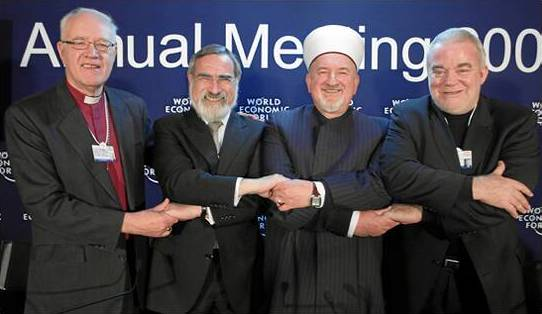
Clero: da esquerda para a direita, um arcebispo anglicano, um rabino judeu, um mufti islâmico e um teólogo protestante.

Clero (do grego κληρος, transl.: klêros[carece de fontes?]) designa o conjunto de sacerdotes (ou clérigos, ou ainda ministros sagrados) responsáveis por um culto religioso.
No judaísmo, um líder religioso é frequentemente conhecido como rabino (professor) ou chazan (cantor). Rabino-Chefe é um título dado em muitos países para o reconhecido líder religioso da comunidade judaica do país.
No cristianismo, os nomes utilizados para os membros do clero variam de acordo com a denominação e há uma ampla gama de cargos clericais formais e informais, no entanto, é possível classificar sacerdotes cristãos em três grupos: diáconos, presbíteros e bispos. Na Igreja Católica, os presbíteros recebem o tratamento de padres e em igrejas protestantes são comumente chamados de pastores ou anciões (ou élderes na Igreja de Jesus Cristo dos Santos dos Últimos Dias). Existe uma hierarquia entre os bispos da Igreja Católica, com o Papa, o bispo da cidade de Roma, no topo. 
No islamismo, um líder religioso é frequentemente conhecido formalmente ou informalmente como ulemá (acadêmico islâmico), imã (dirige as preces na mesquita), mulá, mufti (acadêmico islâmico que interpreta a sharia e emite fátuas) e aiatolá (usado apenas pelos muçulmanos xiitas). Antes da queda do Império Otomano, o Xeque do Islão era a autoridade máxima entre os acadêmicos islâmicos sunitas do Império.

## O Clero no Cristianismo

### Clero Católico
Na Igreja Católica, o clero é constituído por todos os ministros sagrados que receberam o Sacramento da Ordem. Entre os clérigos, podem-se distinguir aqueles que compõem o clero regular — que, sendo consagrados, seguem as regras de uma ordem religiosa — do clero secular (do latim sæculum, que significa mundo) — parcela do clero que desempenha atividades voltadas para o público, que se dedica às mais variadas formas de apostolado e à administração da Igreja e que vive junto dos leigos.
O clero está disposto numa hierarquia ascendente, sendo baseada nos três graus do Sacramento da Ordem: o Episcopado, o Presbiterado e o Diaconado. Basicamente, a hierarquia vai desde do simples diácono, passando pelo presbítero (ou padre), bispo, arcebispo, primaz, patriarca (em casos mais especiais) e cardeal, até chegar ao cargo supremo de Papa. O clero regular tem a sua própria hierarquia e títulos eclesiásticos, sendo ele pelo menos subordinado ao Papa.
A ascensão da fé na Idade Média deu à Igreja grandes poderes políticos e econômicos. Aliada ao Império, estava sempre de olhos abertos para conter qualquer indício de dissidência por parte de seus fiéis. Por conta disso, eram premiados com grandes propriedades de terra e exigiam cada vez mais a devoção de seu povo.
Todos os ministros sagrados são homens, porque os doze Apóstolos são todos homens e Jesus, na sua forma humana, também é homem. Mas isto não quer dizer que o papel da mulher na Igreja seja menos importante, mas apenas diferente. Exceptuando em alguns casos referentes a padres ordenados pelas Igrejas orientais ou a diáconos, todo o clero é celibatário. Existem determinadas tarefas, como por exemplo a celebração da Missa e dos sacramentos (exceptuando o batismo em casos de extrema necessidade), que são exclusivos dos membros do clero.
Para os católicos, o Chefe e Pastor da Igreja é o Papa, sendo ele eleito pelo Colégio dos Cardeais. Além deste colégio, o Papa também é aconselhado e assistido pela Cúria Romana e, periodicamente, pelo Sínodo dos Bispos. Entre outras funções, o Papa, o Vigário de Cristo na Terra, tem a missão de manter a integridade e fidelidade da doutrina e fé católicas à Revelação divina, corrigindo se for necessário qualquer interpretação errada vigente na Igreja. Para tal, convoca concílios ecuménicos ou então exerce pessoalmente a Infalibilidade Papal. Na Igreja Latina e em algumas das Igrejas orientais, só o Papa pode designar os membros acima do nível de presbítero.
A Igreja defende que todos os seus Bispos (que são coadjuvados pelos presbíteros e diáconos), devido ao sacramento da Ordem, são os sucessores dos Doze Apóstolos, sendo o Papa o sucessor directo do Apóstolo S. Pedro. Daí a autoridade e primazia que o Papa goza.

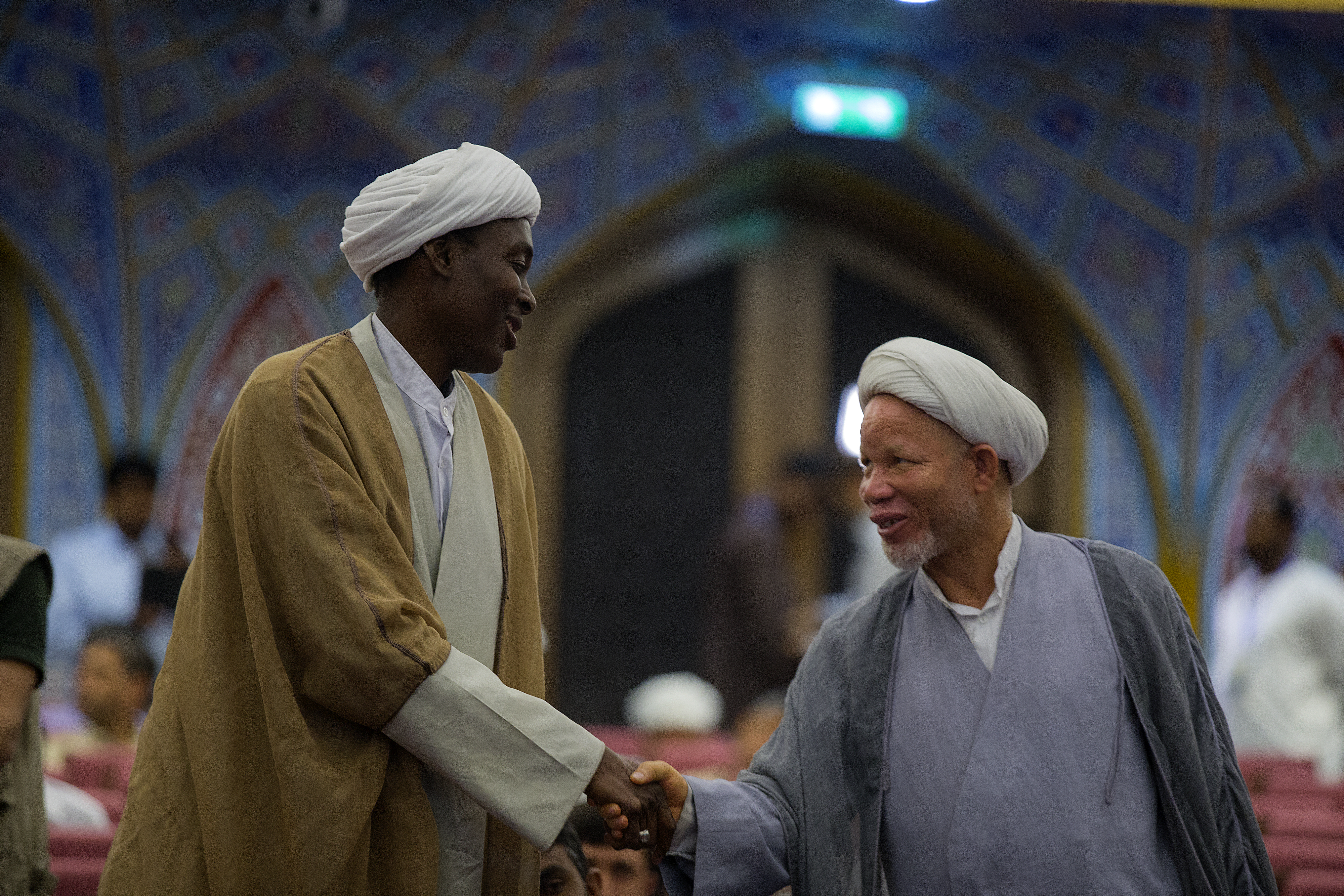

A actividade e disciplina do clero são reguladas e supervisionadas pela Congregação para o Clero (no caso dos padres e dos diáconos) e pela Congregação para os Bispos (no caso do episcopado). O clero de rito oriental é também supervisionado pela Congregação para as Igrejas Orientais.

## História do Clero no Mundo Lusófono
Na época da Idade Média, o clero católico tinha privilégio e prestígio na sociedade feudal ibérica, porque diziam-se fazer ligação entre Deus e os seres humanos.
Enquanto os monges nos mosteiros rurais acumulavam funções, pregavam e celebravam cultos, ajudavam os necessitados, ajudavam no campo e compilavam obras. O clero era, na Idade Média, todo o extracto social associado ao culto religioso, nomeadamente o cristão.
Porém, já na sociedade visigótica tinha o clero desempenhado um papel de relevância. O seu prestígio manteve-se junto das populações cristãs peninsulares, durante a dominação muçulmana, e fortalecer-se-ia no período da Reconquista cristã, tornando-se o principal patrocinador deste movimento.
Às razões que constituem os fundamentos da cristandade acrescem as da peculiaridade ibérica, onde as lutas contra os infiéis inflamavam a fé cristã, determinando o zelo das crenças profundas. E não apenas pela missão religiosa, como pela cultura das letras, a que muitos dos seus membros se dedicavam, o clero exerceu preponderância social e política, desempenhando os eclesiásticos cargos importantes junto dos reis.
Até meados do século XIV, o clero manteve essa situação de privilégio, devendo-se ao aparecimento dos legistas a concorrência que veio a sofrer nessa época. Ao clero coube, também, um significativo papel, quer no povoamento, quer no arroteamento de terrenos de cultura e desenvolvimento das instituições de beneficência e caridade. Também a instrução e artes ficaram a dever muito à Igreja desta época.
Face a esta situação de privilégio, teve o clero muitos conflitos com a realeza.

### Em Portugal
Além do clero secular, distribuído em Portugal pelas dioceses de Braga, Porto, Lamego, Viseu, Coimbra, Lisboa e Évora e, posteriormente, alargado à Guarda e Silves, as ordens monásticas e as ordens militares contribuíram também para a apreciável obra da Igreja nos tempos da primeira dinastia de Portugal.
Os conventos mais importantes foram, desde o século XII, o Mosteiro de Santa Cruz de Coimbra (dos Cónegos Regrantes de Santo Agostinho) e o de Alcobaça
Também o mosteiro do Lorvão, fundado no século VI, seria, no século XII, onde o ofício das letras mereceria aos beneditinos um grande empenho, bem patente nos códices que se guardam no Arquivo da Torre do Tombo: o Livro das Aves, de 1183, e o Apocalipse do Lorvão, de 1189.
Quanto às ordens militares, parece ter sido a dos Templários a mais antiga (século XII), embora outras se tenham também estabelecido em Portugal, como a dos Hospitalários, a de Santiago da Espada e a de Calatrava.
Desta última, nasceu a Ordem de Avis, que tão relevantes serviços iria prestar ao país.
Entretanto, como à volta dos castelos se instalavam agricultores, confiados na protecção dos cavaleiros das ordens, estes viriam aumentar os seus rendimentos. Assim, o clero secular, aliado às ordens monásticas e religiosas, dispunha de valiosos bens.
Quer os monarcas, quer os nobres faziam doações de terras a estas instituições religiosas. Os soberanos levavam a sua generosidade ao ponto de renunciar aos direitos reais (coutos) sobre as terras que doavam aos mosteiros e igrejas.
Isentos de encargos fiscais, os bens de raiz adquiridos pela Igreja prejudicavam, assim, o erário régio, o que fazia com que fossem decretadas «leis contra a amortização» tendentes a evitar um crescimento desses bens. Quando o testamento, que já existira no Império Romano, foi introduzido na Idade Média, cedo se revestiu da forma de legado pio. Assim, feito a favor da Igreja, permitirá a dilatação da propriedade eclesiástica, mercê da aquisição dos chamados bens de mão de obra, em que converterá grande parte do território português que, deste modo, ficava sujeito à autoridade dos prelados, mosteiros e mestres das ordens militares ou bispos. Desde as «leis de desamortização», promulgadas por D. Afonso II (1221–1223) até à lei de D. Dinis, de 1286, que estabelecia o prazo de um ano para que fossem vendidas a particulares as propriedades adquiridas pelas ordens religiosas após a subida deste monarca ao trono de Portugal, é percorrido um longo caminho que, afinal, se revelaria um enfraquecimento progressivo do poder do clero, sobretudo a partir do século XIV.